# Médailles étrangères autorisées par l'armée des États-Unis
Les médailles étrangères autorisées par l'armée des États-Unis sont les décorations militaires décernées par les gouvernements étrangers dont le port par les membres de forces armées des États-Unis est autorisé.

## Décision
D'une part, le port des décorations étrangères peut être approuvée au cas par cas. D'autre part, une décision générale peut autoriser tous les membres des forces armées des États-Unis à porter une décoration non américaine.
Ce qui suit est une liste des décorations étrangères dont le port a été autorisé sur les uniformes militaires des États-Unis. Ces décorations sont toujours portées après toutes les décorations militaires des États-Unis et décorations militaires internationales autorisées par l'armée des États-Unis. La liste ci-dessous n'est pas exhaustive, mais inclut celles qui ont été données aux membres des forces armées des États-Unis par les gouvernements de pays étrangers.

## Médailles par nations

### Allemagne
Classe spéciale de la grand-croix
- Grand-croix du mérite de la RFA
- Croix et Médailles d'honneur

 Croix d'honneur pour bravoure de la Bundeswehr
 Croix en or d'honneur pour service exceptionnel
 Croix d'honneur de la Bundeswehr
- Badge des forces armées allemandes de la compétence militaire
- Badge des tireurs d'élite des forces armées allemandes

Les décorations allemandes ont été attribués à des soldats des États-Unis depuis la révolution américaine. À l'époque de la Première Guerre mondiale, les décorations allemandes avaient disparu de la mémoire militaire des États-Unis et, pendant le conflit où l'Allemagne et les États-Unis était opposés, le port de toute décoration allemande par un soldat américain aurait été impensable.
La seule autorisation d'une décoration nazie donnée au personnel des États-Unis a concerné l'ordre de l'Aigle allemand. En 1938, l'ordre de l'Aigle allemand a été décerné à un petit nombre de militaires américains qui avaient servi en Allemagne dans un poste diplomatique ou qui avaient accompli un acte de service pour l'État allemand. L'Ordre a été inscrit dans les registres de service, mais son port sur l'uniforme des États-Unis n'a jamais été autorisé.
Au XXIe siècle, les badges de compétence militaire et de tireur d'élite sont beaucoup plus fréquemment accordées, principalement à l'armée de terre et à l'armée de l'air des États-Unis. L'ordre du Mérite de la République fédérale d'Allemagne a été décerné à un officier américain en 2007 et est aujourd'hui très rarement attribué et seulement à un nombre très réduit d'officiers généraux américains. La plupart de ces officiers supérieurs américains ont été membres de l'United States European Command. Ils ont reçu cette décoration généralement à la fin de leur service.

### Arabie saoudite
- Médaille de libération du Koweït (en)
- Ordre du roi Abdelaziz - Ordre saoudien

La médaille de libération du Koweït a été un peu moins fréquemment accordée à tous les membres des forces armées des États-Unis. Elle a été décernée uniquement pour le service durant la guerre du Golfe (1990-1991), entre le 17 janvier 1991 et 28 février 1991.

### Argentine
- Ordre du libérateur de San Martin
- Ordre de Mai du mérite militaire

Les décorations argentines sont rarement décernées aux officiers supérieurs américains, la plupart de ceux les ayant reçues faisaient partie du United States Southern Command, généralement à la fin de leur service.

### Australie
- Ordre d'Australie

Les décorations australiennes sont très rarement décernées aux officiers supérieurs américains, et uniquement aux membres du Joint Chiefs of Staff

### Bahreïn
- L'ordre Khalifiyyeh de Bahreïn

Les décorations du royaume de Bahreïn sont rarement décernées, et uniquement aux officiers généraux. La plupart sont membres du United States Central Command, et sont généralement décorés à la fin de leur service.

### Belgique
- Ordre de la Couronne
- Ordre de Léopold
- Croix militaire
- Croix de Guerre

Les ordres belges ont été décernés aux officiers généraux américains, tandis que la croix de guerre a été décernée aux militaires pour bravoure quel que soit leur rang durant la Première Guerre mondiale et la Seconde Guerre mondiale.

### Bolivie
- Ordre du mérite aéronautique

Les décorations boliviennes sont rarement décernées, et uniquement aux officiers généraux. La plupart de ceux qui l'ont reçue ont été membres du United States Southern Command ou du United States Southern Command Air Forces Commander, et ont été décorés généralement à la fin de leur service.

### Brésil
- Ordre national de la Croix du Sud
- Ordre du mérite naval
- Ordre du mérite militaire
- Médaille du mérite de Santos-Dumont

Les plus hauts ordres du mérite brésiliens ont rarement été décernés aux officiers généraux américains durant la Seconde Guerre mondiale.
Au XXIe siècle, et plus généralement dans la période postérieure à la Seconde Guerre mondiale, seuls des officiers généraux ont reçu des décorations brésiliennes, la plupart faisaient partie de United States Southern Command et généralement à la fin de leur service.

### Bulgarie
- Ordre du cavalier Madara

Les décorations bulgares sont rarement décernées aux officiers supérieurs américains, la plupart de ceux les ayant reçues étaient commandants de l'United States European Command, généralement à la fin de leur service.

### Canada
- Croix de Victoria
- Ordre du mérite militaire
- Étoile de la vaillance militaire
- Médaille de la vaillance militaire
- Croix du service méritoire
- Médaille du service méritoire

Les décorations canadiennes ont été principalement décernées durant la Première Guerre mondiale et la Seconde Guerre mondiale. La croix du service méritoire et la médaille du service méritoire sont actuellement les seules décorations canadiennes à être encore décernées à des militaires des États-Unis. La plupart sont des officiers supérieurs du United States European Command, du United States Northern Command ou du North American Aerospace Defense Command. Ils reçoivent généralement ces décorations à la fin de leur service.

### Colombie
- Ordre de Boyacá
- Croix colombienne des forces aériennes

Les décorations colombiennes sont rarement décernées aux officiers généraux américains. La plupart font partie du United States Southern Command ou commandent le United States Southern Command Air Forces. Ces décorations sont généralement décernées à la fin de leur service.

### Chine
- Special Grand Cordon Order of Pao Ting
- Ordre du Nuage et de la Bannière
- Ordre spécial de Yun Hui

Les décorations chinoises ont été que très rarement décernées à des officiers généraux américains durant la Seconde Guerre mondiale.

### Chili
- Ordre of Mérite

Les décorations chiliennes n'ont été que très rarement décernées à des officiers généraux américains durant la Seconde Guerre mondiale.

### Corée du Sud
- Ordre du mérite de la sécurité nationale

 Tong-il Medal
 Gugseon Medal
 Cheon-Su Medal
 Sam IL Medal
 Gwangbog Medal
- Ordre du mérite militaire

 Médaille Taeguk
 Médaille Eulji
 Médaille Chungmu
 Médaille Hwarang
 Médaille Inheon
- Citation présidentielle
- Médaille de service de guerre

Les décorations sud-coréennes ont été initialement décernées aux militaires américains durant la guerre de Corée. Au XXIe siècle, les décorations coréennes sont données aux commandants de United States Forces Korea et du Commander Naval Forces Korea.

### Croatie
- Ordre du Prince Branimir

Les décorations croates ont rarement décernées aux officiers supérieurs américains, la plupart de ceux les ayant reçues faisaient partie du United States European Command, généralement à la fin de leur service.

### Danemark
- Ordre de l'Éléphant

Les décorations danoises ont rarement été décernées aux officiers généraux américains, et uniquement durant la Seconde Guerre mondiale.

### Égypte
- Ordre de l'étoile du Sinaï

Les décorations égyptiennes ont rarement décernées aux officiers supérieurs américains, la plupart de ceux les ayant reçues faisaient partie du United States Central Command, généralement à la fin de leur service.

### Émirats arabes unis
- Ordre du mérite militaire, première classe
- Décoration du Roi Fayçal, 2e classe

Les décorations émiraties ont rarement été décernées aux officiers supérieurs américains durant la guerre du Golfe. La plupart de ceux les ayant reçues faisaient partie du United States Central Command, généralement à la fin de leur service.

### Équateur
- Ordre de Abdon Calderón I classe
- Ordre de Abdon Calderón II classe
- Ordre de Abdon Calderón III classe

Les décorations équatoriennes ont rarement été décernées aux officiers supérieurs américains et uniquement durant la Seconde Guerre mondiale.

### Espagne
- Grand croix du mérite naval

Les décorations espagnoles ont rarement été décernées aux officiers supérieurs américains et uniquement durant la Seconde Guerre mondiale.

### Estonie
- Ordre militaire de la croix de l'aigle

Les décorations estoniennes sont rarement décernées, et uniquement aux officiers généraux. La plupart de ceux l'ayant reçue ont été membres du United States European Command, et ont été décorés généralement à la fin de leur service.

### France
- Légion d'honneur
- Ordre de la Libération
- Médaille militaire
- Ordre national du Mérite
- Ordre des Palmes académiques
- Croix de guerre

 Croix de guerre 1914-1918
 Croix de guerre 1939-1945
 Croix de guerre des Théâtres d'opérations extérieurs
- Médaille interalliée 1914-1918
- Médaille commémorative française
- Médaille de la Défense nationale

De nombreuses décorations françaises ont été attribuées aux militaires américains durant la Première Guerre mondiale et la Seconde Guerre mondiale. Ainsi, la Croix de guerre a été la médaille la plus largement décernée aux militaires américains de tous rangs.
La Légion d'honneur est principalement attribuée à des officiers supérieurs des États-Unis et aux conseillers du United States European Command, généralement à la fin de leur service. Les récipiendaires de l'ordre national du Mérite sont des officiers américains de rang inférieur (général de brigade - major) et sous-officier affectés au United States European Command, généralement à la fin de leur service. La médaille commémorative française et la médaille de la Défense nationale peuvent être décernées à tout militaire étranger ayant servi sous commandement français. Ce sont les seules médailles qui sont encore attribuées aux militaires des États-Unis aujourd'hui.

### Grèce
- Ordre du Sauveur
- Ordre de Georges Ier
- Ordre du Phoenix

Les décorations grecques n'ont été que très rarement décernées à des officiers généraux américains et seulement durant la Seconde Guerre mondiale.

### Guatemala
- Croix des forces armées guatémaltèques

Les décorations guatémaltèques ont rarement été décernées aux officiers supérieurs américains. La plupart de ceux les ayant reçues faisaient partie du United States Southern Command et du commandement des forces aériennes du United States Southern Command, généralement à la fin de leur service.

### Haïti
- Ordre national de l'honneur et du mérite

Les décorations haïtiennes n'ont été que très rarement décernées à des officiers généraux américains durant la Seconde Guerre mondiale.

### Honduras
- Croix des forces armées du Honduras

Les décorations honduriennes ont rarement été décernées aux officiers supérieurs américains. La plupart de ceux les ayant reçues faisaient partie du United States Southern Command et du commandement des forces aériennes du United States Southern Command, généralement à la fin de leur service.

### Hongrie
- Ordre du mérite de la république hongroise

Les décorations hongroises ont rarement été décernées aux officiers supérieurs américains. La plupart de ceux les ayant reçues faisaient partie du commandement du United States European Command, généralement à la fin de leur service.

### Islande
- Ordre du Faucon

Les décorations islandaises ont rarement été décernées aux officiers supérieurs américains. La plupart de ceux les ayant reçues faisaient partie du commandement du United States European Command, généralement à la fin de leur service.

### Italie
- Ordre du Mérite de la République italienne
- Ordre militaire d'Italie
- Ordre de l'Étoile de la solidarité italienne
- Ordre de la Couronne d'Italie
- Ordre des Saints-Maurice-et-Lazare
- Croix du Mérite de guerre
- Médaille commémorative italienne des opérations en Afrique orientale

Les décorations italiennes ont rarement été décernées aux officiers supérieurs américains. Les premières décorations l'ont été dans les mois suivant la Seconde Guerre mondiale dans le but de favoriser une nouvelle ère de relations amicales entre les États-Unis et l'Italie. Il y eut des décorations liées à la Seconde Guerre mondiale, mais la plupart ont été données à des officiers stationnés en Italie. Les décorations italiennes sont principalement décernées aux officiers généraux du United States European Command, généralement à la fin de leur service.

### Irak
- Décoration d'or de l'ordre du palmier datier

Les décorations irakiennes sont rarement décernées aux officiers supérieurs américains, la plupart de ceux les ayant reçues faisaient partie du commandement de la coalition militaire en Irak, généralement à la fin de leur service.
À ce jour, la seule personne qui a été autorisée à arborer une décoration irakienne a été le général Petraeus, commandant de la coalition militaire en Irak.

### Israël
- Médaille du service en Israël (en)

La médaille du service en Israël est décernée aux attachés militaires qui ont servi au moins deux ans en Israël avec Tsahal, à la fin de leur service. C'est une décoration assez rare et il y a certaines restrictions concernant son port (et, dans certains cas, même sa mention) pour le personnel américain en poste dans d'autres pays arabes du Moyen-Orient qui sont en mauvais termes avec Israël. Il s'agit notamment des Émirats arabes unis, du Yémen et de l'Arabie saoudite.

### Japon
- Ordre du Chrysanthème
- Ordre du Soleil levant
- Ordre du Milan d'or (abandonné après la Seconde Guerre mondiale)
- Ordre du Trésor sacré

Les premières décorations japonaises décernées aux militaires américains l'ont été dans les mois suivants la Seconde Guerre mondiale lorsque le nouveau gouvernement japonais a décoré des officiers supérieurs de l'armée américaine alors responsable de la force d'occupation au Japon. Ceci pour favoriser une nouvelle ère de relations amicales entre les États-Unis et au Japon et reconnaître le caractère interarmées et interalliés des Forces japonaises d'autodéfense avec les forces armées américaines.
Aujourd'hui, les décorations japonaises ne sont accordées qu'à des officiers supérieurs américains du United States Pacific Command, généralement à la fin de leur service.

### Koweït
- Médaille de la libération du Koweït

La médaille de libération du Koweït a été décernée à tous les militaires américains qui ont servi sur le théâtre des opérations au cours des opérations "Desert Shield" et "Desert Storm" (guerre du Golfe), du 2 août 1990 et 31 août 1993.

### Lituanie
- Ordre du grand-duc Gediminas

Les décorations lituaniennes ne sont que très rarement décernées, et uniquement aux officiers généraux. La plupart font partie du commandement du United States European Command, et sont généralement décorés à la fin de leur service.

### Luxembourg
- Ordre du Lion d'or de la maison de Nassau
- Ordre d'Adolphe de Nassau
- Ordre de la Couronne de chêne
- Ordre de Mérite du grand-duché de Luxembourg
- Croix de guerre du Luxembourg
- Citation d'unité de la croix de guerre du Luxembourg

Les décorations luxembourgeoises ont été décernées principalement au cours de la Seconde Guerre mondiale. Il y a eu quelques rares médailles décernées après celle-ci, mais la plupart ont été attribués aux commandants du United States European Command, à la fin de leur service.
L'ordre du Lion d'or de la maison de Nassau a été fondée par un décret grand-ducal le 31 mars 1858 par le grand-duc Guillaume III. La décoration devait être partagée entre les deux branches de la maison de Nassau, en vertu de l'accord entre Guillaume, roi des Pays-Bas et Adolphe, duc de Nassau et futur grand-duc de Luxembourg.

### Maroc
- Ouissam alaouite

 1913 - 1956 Ordre d'Ouissan Alaouite
 1957 - Ordre d'Ouissam Alaouite
L'ordre d'Ouissam Alaouite a été principalement décerné aux officiers membres de la planification opérationnelle de l'opération Torch pendant la Seconde Guerre mondiale. Dans le film Patton, George C. Scott joue le major-général George Patton, à qui est décernée la Grand Croix de l'Ordre du Ouissam Alaouite au début du film. Il y a eu quelques rares décorations postérieures à la Seconde Guerre mondiale, mais elles se sont principalement limitées aux échelons supérieurs de l'armée américaine.

### Mexique
- Ordre de l'Aigle aztèque
- Médaille du mérite militaire

Les décorations mexicaines ont été principalement décernées à des militaires américains de haut rang au cours de la Seconde Guerre mondiale. Il y a eu quelques décorations décernées après la Seconde Guerre mondiale, et elles se sont principalement limitées aux échelons supérieurs de l'armée américaine.

### Monténégro
- Ordre du prince Danilo Ier du Monténégro

Les décorations monténégrines ont été rarement accordées, principalement à des officiers supérieurs, au cours de Première Guerre mondiale.

### Tchécoslovaquie / République tchèque
- Ordre du Lion blanc
- Croix de guerre

 Croix de guerre 1918
 Croix de guerre 1939-1945
- Croix du mérite du ministère de la défense - Première classe

L'ordre du Lion blanc tchèque n'a été décerné que très rarement, et seulement à des officiers supérieurs américains. Les deux croix de guerre ont été décernées un peu plus largement aux officiers. Les deux décorations ont été remises lors de la Première Guerre mondiale et de la Seconde Guerre mondiale.
La croix du mérite du ministère de la défense a été décernée seulement aux commandants du United States European Command, généralement à la fin de leur service.

### Nicaragua
- Croix de la valeur
- Médaille du mérite militaire

Les médailles nicaraguayennes ont rarement été accordées, et seulement à des officiers de très haut niveau, du corps des marines et de l'US Navy, durant les campagnes du Nicaragua de 1912 et 1933.

### Norvège
- Croix de guerre
- Ordre de Saint-Olaf
- Médaille de guerre

Les ordres norvégiens ont été rarement décernés et généralement à des officiers supérieurs, au cours des Première Guerre mondiale et Seconde Guerre mondiale.
La croix de guerre est la plus haute décoration de la Norvège de classement pour bravoure. Elle a été si rarement accordé aux militaires américains, que seuls deux officiers l'ont reçue à ce jour, capitaine Alfred Carini et lieutenant-colonel Keith N. Allen.

### Pakistan
- Nishan-e-Pakistan (en)

Les ordres pakistanais ont été rarement décernés et généralement à des officiers supérieurs, au cours de la Seconde Guerre mondiale. Il y a eu de rares décorations données après celle-ci mais elles ne l'ont été qu'à des officiers généraux.

### Paraguay
- Paraguay National Order of Merit

Les décorations paraguayennes ont rarement été décernées aux officiers généraux américains, et uniquement durant la Seconde Guerre mondiale.

### Pays-Bas
- Ordre militaire de Guillaume
- Sabre honoraire
- Ordre du Lion néerlandais
- Ordre d'Orange-Nassau
- Ordre du Lion d'or de la maison de Nassau

Les Néerlandais ont remis des récompenses aux militaires américains principalement au cours de la Seconde Guerre mondiale, le Sabre honoraire a été très rarement attribué et seulement à des officiers généraux. Il y a eu quelques rares décorations décernées postérieurement, mais la plupart d'entre elles ont été attribuées aux commandants de United States European Command, généralement à la fin de leur service.
L'Ordre du Lion d'or de la Maison de Nassau a été fondé par un décret grand-ducal le 31 mars 1858 par le roi-grand-duc Guillaume III. L'honneur devait être partagé entre les deux branches de la maison de Nassau, en vertu de l'accord entre Guillaume, roi des Pays-Bas et grand-duc de Luxembourg, et Adolphe, duc de Nassau et le futur grand-duc du Luxembourg.

### Pérou
- Ordre du Soleil
- Croix du mérite aéronautique

Les ordres péruviens ont été rarement décernés et généralement à des officiers supérieurs, au cours de la Seconde Guerre mondiale. Il y a eu de rares décorations données après celle-ci mais elles ne l'ont été qu'à des officiers généraux.
Dans l'histoire militaire américaine du XXIe siècle, les décorations péruviennes n'ont seulement été décernées qu'à des officiers généraux, la plupart d'entre eux était membres du United States Southern Command ou commandant des forces aériennes du United States Southern Command, généralement à la fin de leurs services.

### Philippines
- Médaille de la valeur
- Distinguished Conduct Star (en)
- Légion d'honneur
- Citation présidentielle
- Médaille de la défense (en)
- Médaille de la libération
- Médaille de l'indépendance (en)

La médaille de la valeur, la distinguished Conduct Star et la légion d'honneur ont été rarement décernées et seulement à quelques officiers généraux américains, pendant la Seconde Guerre mondiale. La médaille de la défense, la médaille de la libération et la médaille de l'indépendance ont été largement distribuées aux soldats et aux marins de tous rangs durant la Seconde Guerre mondiale.

### Pologne
- Ordre de l'Aigle blanc
- Ordre militaire de Virtuti Militari
- Ordre Polonia Restituta
- Ordre du Mérite de la république de Pologne
- Ordre de la Croix de Grunwald
- Croix du mérite avec épées (en)
- Médaille d'or de l'armée polonaise
- Médaille d'argent de l'armée polonaise
- Médaille de bronze de l'armée polonaise

Les décorations polonaises ont d'abord été décernées à des militaires américains de haut rang au lendemain de la Seconde Guerre mondiale, afin de remercier les Alliés de la libération de la Pologne de l'occupation nazie. En réalité, l'URSS a le plus participé à la libération physique de cette nation alors que les troupes britanniques et américaines n'ont que peu ou pas participé à des actions sur le front de l'Est, autrement que par la fourniture à l'URSS de milliards de dollars d'aide (dont notamment des milliers de camions).
Lorsque la Pologne est tombée derrière le rideau de fer, la distribution de récompenses aux militaires américains a cessé. Au XXIe siècle, la Pologne étant maintenant un membre de l'OTAN, des décorations sont à nouveau décernées au personnel militaire des États-Unis, mais la plupart d'entre elles sont attribuées aux commandants du United States European Command, généralement à la fin de leur service.

### Portugal
- Ordre d'Aviz
- Grand Croix de la médaille du mérite militaire

L'ordre portugais d'Aviz a été attribué à des officiers supérieurs américains, au cours de la Seconde Guerre mondiale. La plupart des médailles décernées au XXIe siècle, le sont aux commandant du United States European Command, généralement à la fin de leur service.

### Roumanie
- Ordre de Michel le Brave
- Ordre de l'Étoile de Roumanie
- Ordre du mérite

Les décorations roumaines n'ont été que rarement accordées à des militaires américains, et seulement à des officiers supérieurs, au cours de la Première Guerre mondiale et la Seconde Guerre mondiale. Il y a eu quelques rares cas après la seconde guerre mondiale, mais ils se sont principalement limités aux échelons supérieurs de l'armée américaine.

### Royaume-Uni
- Croix de Victoria

Ordres de chevalerie
- Ordre du Bain
- Ordre du Mérite
- Ordre de l'Empire britannique
- Ordre de Saint-Michel et Saint-George

Décorations militaires
- Ordre du Service distingué
- Conspicuous Gallantry Cross
- Distinguished Service Cross
- Croix militaire
- Distinguished Flying Cross
- Air Force Cross

Médaille de campagnes militaires
- Africa Star
- Pacific Star

La plus haute distinction britannique pour bravoure, la Croix de Victoria, n'a été attribuée qu'à un seul membre de l'armée des États-Unis, le soldat inconnu américain, le 11 novembre 1921.
Les décorations du Royaume-Uni ont été largement attribuées aux militaires américains pendant la Première Guerre mondiale et la Seconde Guerre mondiale. Les ordres de chevalerie ont été principalement réservés aux officiers supérieurs. Les autres décorations ont fréquemment été décernés aux autres officiers de l'armée américaine.
La Distinguished Flying Cross était une décoration fréquente pour les Américains rattachés aux escadrons Eagle. Quand certains de ces personnels ont été transférés vers l'armée de l'air des États-Unis après l'Amérique entra en guerre, le port de la DFC britannique est devenu assez commun, sur les uniformes des États-Unis durant cette période.
Au XXIe siècle, l'attribution de décorations britanniques aux membres des forces des États-Unis est encore quelque peu commune, le plus souvent aux militaires affectés en Angleterre, ou à l'OTAN en Europe.

### Salvador
- Médaille d'or pour service distingué

Les décorations salvadoriennes sont rarement décernées, et uniquement aux officiers généraux. La plupart sont membres de l'United States Southern Command et aux commandants des forces aériennes du United States Southern Command. Ils sont généralement décorés à la fin de leur service.

### Singapour
- Darjah Utama Bakti Cemerlang (en)
- Pingat Jasa Gemilang (en)

Les décorations de Singapour sont très rarement attribuées et uniquement à des officiers supérieurs, du rang de Joint Chiefs of Staff.

### Slovaquie
- Médaille commémorative du ministère de la défense de la république slovaque - première classe

Les décorations slovaques sont rarement décernées, et uniquement aux officiers généraux. La plupart de ceux l'ayant reçue ont été membres du United States European Command, et ont été décorés généralement à la fin de leur service.

### Sud Viêt Nam
Décorations majeures
- Ordre national du Vietnam
- Ordre du service distingué

 Ordre du service distingué de l'armée de terre, 1re classe
 Ordre du service distingué de l'armée de terre, 2nde classe
 Ordre du service distingué de la marine, 1re classe
 Ordre du service distingué de la marine, 2nde classe
 Ordre du service distingué de l'armée de l'air, 1re classe
 Ordre du service distingué de l'armée de l'air, 2nde classe
Décorations pour héroïsme
- Médaille du mérite militaire

Décorations communes
- Croix de la bravoure
- Médaille pour actions civiles
- Médaille de la campagne du Vietnam

Citations d'unités
- Citation présidentielle d'unité
- Citation d'unité, croix de la bravoure
- Citation d'unité, médaille pour actions civiles

Autres décorations
- Médaille d'honneur des Forces armées
- Médaille de service
- Croix de la bravoure de l'armée de l'air
- Croix de la bravoure de la marine
- Médaille pour service spécial

Les décorations sud-vietnamienne, également connues comme décorations de la république du Viêt Nam, ont pour la première fois été décernées aux militaires américains vers 1964. La médaille du mérite militaire a été attribuée uniquement à des militaires américains tués au combat, tandis que l'ordre national et la Distinguished Service Order ont été attribués uniquement aux officiers supérieurs. La croix de la bravoure, la médaille de la campagne, ainsi que le reste des décorations ont été attribuées quel que soit le rang des militaires.

### Suède
- Ordre royal de l’Étoile polaire

 1748 - 1975 ordre royal de l’Étoile polaire
 1975 - aujourd'hui ordre royal de l’Étoile polaire
- Ordre de l'Épée

Les ordres suédois ont été rarement décernés et généralement à des officiers supérieurs, au cours de la Seconde Guerre mondiale.

### Thaïlande
- Ordre de la Maison royale de Chakri
- Ordre de l'Éléphant blanc
- Ordre de la Couronne de Thaïlande

Les décorations thaïs sont très rarement attribuées et uniquement à des officiers supérieurs, du rang de Joint Chiefs of Staff.

### Tunisie
- Ordre de Nichan Iftikhar

Les décorations tunisiennes ont été rarement décernées et uniquement à des militaires américains de haut rang au cours de la Seconde Guerre mondiale.

### Union soviétique / Russie
- Ordre de la Victoire
- Ordre de Souvorov
- Ordre de Koutouzov
- Ordre de la Guerre patriotique

Les décorations soviétiques n'étaient que rarement accordées et uniquement à des officiers supérieurs américains pendant la Seconde Guerre mondiale. En raison du dimensionnement différent des rubans américains et soviétiques, le port quotidien des rubans n'est pas pratique sur les uniformes américains. En outre, dans les années 1950, au début de la guerre froide, la plupart des officiers américains qui avaient reçu ces médailles au cours de la Seconde Guerre mondiale ont simplement choisi de cesser de les porter.

### Uruguay
- Médaille du mérite aéronautique

Les décorations uruguayennes ont rarement été décernées et uniquement à des officiers supérieurs américains, la plupart faisant partie du United States Southern Command ou commandant les forces aériennes du United States Southern Command, généralement à la fin de leur service.

### Vatican
- Ordre de Saint-Sylvestre

Les décorations du Vatican sont si rarement accordées aux militaires américains, que seul l'ordre de Saint-Sylvestre a été décerné une seule fois au major-général William Joseph Donovan.

### Yougoslavie
- Ordre de l'Aigle blanc

L'ordre de l'Aigle Blanc n'a été que rarement décerné et seulement à des militaires de très haut rang, au cours de Seconde Guerre mondiale.